# NGC 5534
NGC 5534 este o emission-line galaxy⁠(d) situată în constelația Fecioara. A fost descoperită în 29 aprilie 1881 de către Édouard Stephan⁠(d).